# Campeonato Mato-Grossense 2006
In 2006 werd het 64ste Campeonato Mato-Grossense gespeeld voor voetbalclubs uit de Braziliaanse staat Mato Grosso. De competitie werd georganiseerd door de FMF en werd gespeeld van 4 februari tot 28 mei. Operário werd de kampioen.

## Eerste toernooi

### Groep A
| Plaats | Club       | Wed. | W | G | V | Saldo | Ptn. |
| ------ | ---------- | ---- | - | - | - | ----- | ---- |
| 1.     | Luverdense | 10   | 5 | 4 | 1 | 24:18 | 19   |
| 2.     | Operário   | 10   | 4 | 2 | 4 | 15:12 | 14   |
| 3.     | Cacerense  | 10   | 3 | 5 | 2 | 11:9  | 14   |
| 4.     | Mixto      | 10   | 4 | 1 | 5 | 10:15 | 13   |
| 5.     | Santa Cruz | 10   | 3 | 3 | 4 | 13:13 | 12   |
| 6.     | Sorriso    | 10   | 3 | 1 | 6 | 10:16 | 10   |

|  | Finale eerste toernooi             |
|  | Uitgeschakeld voor tweede toernooi |

### Groep B
| Plaats | Club            | Wed. | W | G | V | Saldo | Ptn. |
| ------ | --------------- | ---- | - | - | - | ----- | ---- |
| 1.     | Barra do Garças | 10   | 6 | 2 | 2 | 17:12 | 20   |
| 2.     | Vila Aurora     | 10   | 5 | 4 | 1 | 13:7  | 19   |
| 3.     | União           | 10   | 5 | 2 | 3 | 22:13 | 17   |
| 4.     | Grêmio Jaciara  | 10   | 4 | 1 | 5 | 18:22 | 13   |
| 5.     | Cuiabá          | 10   | 3 | 2 | 5 | 14:19 | 10   |
| 6.     | Dom Bosco       | 10   | 0 | 3 | 7 | 6:18  | 3    |

|  | Finale eerste toernooi             |
|  | Uitgeschakeld voor tweede toernooi |

### Finale
|               |            |       |                 |  |
| 29 maart Heen | Luverdense | 1 – 3 | Barra do Garças |  |
| 29 maart Heen |            |       |                 |  |

|               |                 |       |            |  |
| 2 april Terug | Barra do Garças | 3 – 1 | Luverdense |  |
| 2 april Terug |                 |       |            |  |

## Tweede toernooi

### Groep A
| Plaats | Club       | Wed. | W | G | V | Saldo | Ptn. |
| ------ | ---------- | ---- | - | - | - | ----- | ---- |
| 1.     | Operário   | 10   | 6 | 2 | 2 | 18:11 | 20   |
| 2.     | Luverdense | 10   | 6 | 1 | 3 | 14:14 | 19   |
| 3.     | Mixto      | 10   | 4 | 4 | 2 | 15:11 | 16   |
| 4.     | Cacerense  | 10   | 3 | 0 | 7 | 7:19  | 9    |
| 5.     | Santa Cruz | 9    | 2 | 2 | 5 | 5:16  | 8    |

|  | Finale tweede toernooi |

### Groep B
| Plaats | Club            | Wed. | W | G | V | Saldo | Ptn. |
| ------ | --------------- | ---- | - | - | - | ----- | ---- |
| 1.     | Grêmio Jaciara  | 10   | 6 | 3 | 1 | 16:4  | 21   |
| 2.     | União           | 10   | 6 | 3 | 1 | 18:8  | 21   |
| 3.     | Barra do Garças | 10   | 3 | 2 | 5 | 16:13 | 11   |
| 4.     | Cuiabá          | 9    | 3 | 0 | 6 | 13:18 | 9    |
| 5.     | Vila Aurora     | 10   | 1 | 1 | 8 | 8:16  | 4    |

|  | Finale tweede toernooi |

### Finale
|             |          |       |                |  |
| 17 mei Heen | Operário | 1 – 1 | Grêmio Jaciara |  |
| 17 mei Heen |          |       |                |  |

|              |                |       |          |  |
| 21 mei Terug | Grêmio Jaciara | 2 – 2 | Operário |  |
| 21 mei Terug |                |       |          |  |
| 21 mei Terug | Strafschoppen  |       |          |  |
| 21 mei Terug | 1 - 3          |       |          |  |

## Finale
|             |          |       |                 |  |
| 25 mei Heen | Operário | 2 – 0 | Barra do Garças |  |
| 25 mei Heen |          |       |                 |  |

|              |                 |       |          |  |
| 28 mei Terug | Barra do Garças | 1 – 2 | Operário |  |
| 28 mei Terug |                 |       |          |  |

### Kampioen
| Campeonato Mato-Grossense de 2006 |
| Mato-Grosso                       |
| --------------------------------- |
| OPERÁRIO Kampioen (1° titel)      |